# Morijama Daiszuke
Morijama Daiszuke (森山大輔; Hepburn: Moriyama Daisuke; Szukumo, Kócsi prefektúra, 1971. szeptember 11. –) japán mangaművész, legismertebb sorozata a Chrono Crusade.

## Munkássága
Morijama Daiszukénak Chrono Crusade című sorozata hozta meg a hírnevet, amely 1999 és 2004 között futott a Kadokawa Shoten Gekkan Dragon Age magazinjában. A mangából egy 24 részes animesorozat is készült a Gonzo gyártásában. A nyolckötetes mangát Magyarországon a MangaFan adta ki, az anime pedig az Animax-en került vetítésre. 2002-ben megjelent egy novellája Koko ni iru szuiren címmel, melyet a Kadokawa Shoten adott ki egy gyűjteményben. 2005-ben Planet Blue címmel egy one-shotja jelent meg az Akita Shoten Champion Red magazinjában. 2005 óta a World Embryo című sorozatán dolgozik, amely a Shonengahosha Young King Ours magazinjában jelenik meg. 2008-ban egy újabb one-shotja jelent meg Mahó ineko to ibarahime címmel az ASCII Media Works Dengeki Daió magazinjában. 2009-ben egy újabb one-shotját jelentette meg Csóricusi címmel a Wani Magazine. Legújabb sorozata a 2010-es Mószó kikó – Adolescence Avatar, amely a Dengeki Daió Genesisben futott és egy tankóbon kötetben ki is adtak.

### Munkái
- Chrono Crusade (1999–2004)
- Koko ni iru szuiren (ここにいる睡蓮; Hepburn: Koko ni iru suiren?) (2002)
- Planet Blue (プラネット・ブルー; Puranetto Burú; Hepburn: Puranetto Burū?) (2005)
- World Embryo (2005–)
- Mahó ineko to ibarahime (魔法医猫といばら姫; Hepburn: Mahō ineko to ibarahime?) (2008)
- Csóricusi (調律師; Chouritsushi; Hepburn: Puranetto Burū?) (2009)
- Mószó kikó – Adolescence Avatar (妄想奇行―Adolescence Avatar; Hepburn: Mōsō kikō – Adolescence Avatar?) (2010)